# Åsted Kirke

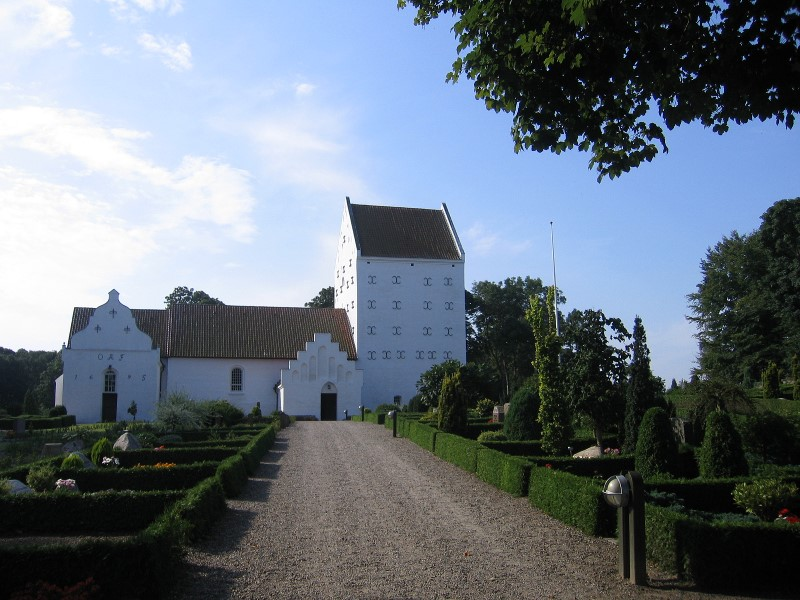
Åsted Kirke

Die Åsted Kirke ist die Kirche der Åsted-Kirchengemeinde in der Frederikshavn Provsti im Bistum Aalborg. Sie gehört zur evangelisch-lutherischen Volkskirche Dänemarks.
Die Kirche wurde Anfang des 13. Jahrhunderts aus Ziegeln auf einen Granitsockel gebaut. Mit ihrer weißen Farbe mit dem roten Dach und den Staffelgiebeln ist sie eine der größten dieser landestypischen dänischen Landkirchen. Zudem ist sie eine der ältesten Kirchen in Frederikshavn.
Innen ist die Kirche durch Kalkmalereien geschmückt. Der Taufstein stammt aus dem 13., der Altar aus dem 17. und die Kanzel aus dem 19. Jahrhundert.